# Jane Elliott
Jane Elliott (nom de naixement Jennison; nascuda el 27 de maig de 1933) és una educadora en diversitat estatunidenca coneguda per crear l'exercici dels ulls blaus i marrons. Va posar en pràctica per primera vegada aquest exercici en la seva classe de primària el 5 d'abril de 1968, just l'endemà de l'assassinat de Martin Luther King. Els alumnes van redactar les seves experiències sobre l'exercici i es van publicar a un diari local. Les reaccions a aquests escrits van impulsar la seva carrera com a conferenciant contra la discriminació.
L'exercici d'Elliott es va enregistrar la tercera vegada que el portava a la pràctica, i es va publicar en format de curtmetratge documental amb el títol The Eye of the Storm (1970). Quinze anys després, es va crear un documental retrospectiu, anomenat A Class Divided (1985)', que comptava amb exalumnes del documental anterior. El 2001 es va publicar el documental The Angry Eye (2001) en el qual Elliott realitza l'exercici dels ulls blaus i marrons amb estudiants universitaris.
Després de deixar la seva escola, Elliott va dedicar-se a l'educació en diversitat a temps complet. Actualment, segueix realitzant l'exercici i imparteix conferències sobre els seus efectes a tot arreu dels EUA i a l'estranger. Ha estat convidada a parlar a 350 universitats i ha aparegut cinc vegades al programa televisiu d'entrevistes The Oprah Winfrey Show.

## Biografia
Elliott va néixer el 1933 a la granja de la seva família situada a l'entorn de Riceville (Iowa). És filla de Lloyd i Margaret (Benson) Jennison, i va ser la quarta de diversos germans. El seu pare era estatunidenc d'orígens irlandesos.
El 1952, després de graduar-se a l'institut, va matricular-se a la Iowa State Teachers College (actualment, University of Northern Iowa), on va obtenir un certificat d'emergència per a mestres d'educació elemental. El 1953, va començar la seva carrera de professora a una escola molt petita de Randall, que constava d'una única aula.

## Motivació per educar sobre els efectes del racisme
El vespre de 4 d'abril de 1968, Elliott va informar-se de l'assassinat de Martin Luther King a la televisió i recorda una escena en la qual un reporter blanc va comentar a un líder local negre que després de l'assassinat del nostre líder (John F. Kennedy), la seva esposa va ser qui va mantenir-nos units, i li va preguntar què farien per controlar la seva gent després de la mort del King. Aleshores, Elliott va decidir combinar una classe sobre els nadius americans, que ja tenia planificada, amb una altra classe sobre King que havia pensat incloure en el projecte «Heroi del mes» de febrer. Mentre s'informava de la mort de King a la televisió, planxava un tipi que utilitzaria a la classe sobre nadius americans. Per vincular les dues lliçons, va pensar en la pregària sioux «Oh, gran esperit, preveniu-me de jutjar un home fins que hagi caminat en els seus mocassins [sic]». Aleshores, Elliott va decidir que realitzaria un exercici amb els seus alumnes perquè comprenguessin què significava caminar en els mocassins dels nens negres durant un dia.

## El primer exercici dels ulls blaus i marrons
Steven Armstrong va ser el primer alumne en arribar a classe el 5 d'abril de 1968 i va preguntar a Elliott perquè havien disparat a Martin Luther King. Un cop van arribar la resta d'alumnes, Elliott va preguntar-los com creien que seria sentir-se un nen o una nena negra. Aleshores, va explicar-los que seria difícil que entenguessin què era la discriminació sense haver-la experimentat ells mateixos, i els va proposar si volien aprendre què era. Els alumnes van assentir i ella va decidir tirar endavant el seu exercici per experimentar la segregació racial, però basant-se en el color dels ulls en comptes del color de la pell.
El primer dia de l'exercici, Elliott va designar com a grup superior els alumnes amb ulls blaus. Va demanar que els alumnes amb ulls blaus posessin un collar de tela al voltant del coll dels alumnes amb ulls marrons per tal que es poguessin identificar fàcilment els companys que formaven part del grup minoritari. Elliott també va donar privilegis al grup d'ulls blaus, com ara un segon plat per dinar, accés a la nova àrea de joc del parc infantil o cinc minuts d'esbarjo addicionals. Els alumnes d'ulls blaus seien a les primeres files de la classe, mentre que els alumnes d'ulls marrons a les files del darrere. Elliott motivava que els alumnes d'ulls blaus juguessin només amb altres alumnes d'ulls blaus, i no permetia que alumnes amb ulls de diferents colors beguessin de la mateixa font. Sovint castigava els alumnes d'ulls marrons quan no seguien les normes de l'exercici o s'equivocaven. També posava de manifest les diferències entre els dos grups singularitzant alguns alumnes i usava aspectes negatius dels alumnes d'ulls marrons per emfatitzar algunes explicacions.
Al principi, els alumnes dels ulls marrons van resistir-se a acceptar que els alumnes d'ulls blaus fossin millors que ells. Però Elliott va mentir-los que la melanina estava relacionada amb una major intel·ligència i habilitat per aprendre. Poc després, la reticència inicial va desaparèixer. Aquells que van ser considerats «superiors» van tornar-se arrogants, manaires i desagradables amb els seus companys «inferiors». Les seves notes en tests senzills eren millors, i aconseguien resoldre exercicis matemàtics i de lectura que abans semblaven fora de les seves possibilitats. Per contra, els seus companys «inferiors» van tornar-se tímids i servils, obtenien pitjors resultats en els tests i s'aïllaven ells mateixos durant l'esbarjo, fins i tot, els que abans eren dominants. El rendiment acadèmic d'aquests alumnes va disminuir, també amb exercicis que abans els resultaven fàcils.
El dilluns següent, Elliott va invertir l'exercici. Els alumnes amb ulls marrons van passar a ser el grup superior. En conseqüència, les humiliacions del grup superior cap a l'inferior també es van invertir, però Elliott informa que van ser molt menors. A dos quarts de tres del dimecres d'aquella setmana, Elliott va demanar als alumnes que es traguessin els collars i, a continuació, els va demanar que escriguessin una reflexió sobre l'experiència.

## Opinió pública
El 18 d'abril de 1968, el diari local Riceville Recorder va publicar les redaccions dels alumnes sobre l'exercici, amb el títol How Discrimination Feels (literalment, en català, «Com se sent la discriminació»). Com a conseqüència, l'agència de notícies Associated Press va recollir la història en un article i, més tard, la cadena de televisió de NBC va convidar Elliott al programa The Tonight Show Starring Johnny Carson. L'entrevista d'Elliott en aquest programa va generar una resposta immediata de l'audiència. Van arribar centenars de trucades al programa, gran part d'aquestes negatives. Una carta que sovint se cita deia: «Com t'atreveixes a provar aquest experiment tan cruel amb nens blancs? Els nens negres creixen acostumats a aquests comportaments, però els nens blancs no tenen manera d'entendre-ho. És cruel pels nens blancs i els provocarà danys psicològics enormes [sic]».
La notorietat d'Elliott no va resultar en popularitat a Riceville. L'endemà del programa Tonight Show, diversos companys de feina van marxar de la sala de professors quan ella hi va entrar i també va sentir murmuris mentre feia diligències al centre de la ciutat. La seva filla gran va llegir un missatge vexatori en un mirall dels lavabos de l'institut.
Només una de les seves companyes de feina, Ruth Setka, va continuar parlant-li després que l'exercici es fes públic. Setka va considerar que la mala fama era causada per l'edat dels estudiants, que l'exercici s'hauria d'haver realitzat com a mínim amb alumnes d'institut. En una entrevista el 2003, Elliott va explicar que al voltant d'un 20 % de la població de Riceville seguia enfadada amb el que havia fet aquell 4 d'abril, i alguns encara li deien nigger lover (literalment, en català, «amant dels negres»), però que estava agraïda de l'altre 80 %.
Malgrat tot, mentre la notícia s'escampava, més programes televisius la convidaven, i va començar a realitzar l'exercici en formacions professionals. El 15 de desembre de 1970, Elliott va representar l'experiència davant del públic d'educadors que va assistir a la White House Conference on Children and Youth (literalment, en català, «Conferència de la Casa Blanca sobre nens/es i joves»).
El 1970, la cadena de televisió ABC va produir el documental The Eye of the Storm sobre Elliott i el seu exercici. Això encara la va fer més coneguda als Estats Units. Seguidament, William Peters va escriure dos llibres de la mateixa temàtica —A Class Divided (1971) i A Class Divided: Then and Now (1987). A Class Divided es va portar a la televisió el 1985 amb un capítol del programa de periodisme d'investigació Frontline de la cadena PBS, que incloïa un retrobament amb els alumnes que es van enregistrar al programa The Eye of the Storm. Amb aquest documental Elliott va rebre el premi The Hillman Prize. L'octubre de 2009 es va emetre una versió televisada de l'exercici a la cadena del Regne Unit Channel 4, amb el títol The Event: How Racist Are You? (literalment, en català, «L'esdeveniment: com de racista ets?»). Un documental que pretenia augmentar la conscienciació sobre els efectes del racisme. Després de l'exercici, Elliot va declarar que no havia sigut tan exitós com les vegades anteriors, la qual cosa va fer sospitar al periodista Andrew Antony que Elliott s'entusiasmava més per la por dels blancs que per l'èxit dels negres.
El coordinador de les escoles de Riceville entre 1972 i 1979, Dean Weaver, creia que Elliott era una professora excepcional i que els altres professors li tenien enveja per l'èxit que havia obtingut per la seva manera innovadora d'educar. També, l'excoordinador, Steve Harnack, va dir que Elliott era una professora excel·lent i que hauria tingut menys problemes amb la comunitat si hagués involucrat les famílies. Tanmateix, la seva companya de feina anterior, Ruth Setka, va comentar que els habitants de Riceville s'havien cansat d'ella, de sentir parlar d'ella, del seu experiment i de com de racista era la població de Riceville.

## Origen de la professió d'educació en diversitat
Elliott és considerada la fundadora de l'educació en diversitat. L'exercici dels ulls blaus i marrons forma part de les bases del que avui és considerada educació en diversitat. Elliot ha realitzat aquest tipus de formació a empreses com la General Electric, Exxon, AT&T i IBM, i ha realitzat conferències a la FBI, la IRS, la Marina dels Estats Units d'Amèrica, el Departament d'Educació dels EUA i el United States Postal Service.
Elliott va obtenir una excedència perquè realitzés tallers i formacions en organitzacions externes al sistema educatiu de Riceville. Tanmateix, la demanda creixent d'Elliott fora de l'aula va causar alguns problemes amb la seva carrera de professora a l'escola pública. Elliott va deixar d'exercir el professorat a mitjans de 1980 per dedicar-se a l'educació en diversitat a temps complet. Va reajustar el seu exercici per al món de l'empresa. Que va ser vist com una manera positiva de promoure el treball en equip, els beneficis, i un ambient d'«èxit col·lectiu». Per l'exercici a les empreses, Elliott dividia el grup multiracial basant-se en el color dels ulls i sotmetia als individus amb els ulls blaus a un règim d'humiliació i menyspreu. Només en unes poques hores, aconseguia que els treballadors es distraguessin i desanimessin, fins i tot amb les ordres més senzilles.
Les empreses van trobar atractiva la idea d'oferir aquest tipus de formació, no només perquè en les dècades de 1970 i 1980 estaven incrementant el nombre de persones negres en les seves organitzacions, sinó també perquè les resolucions dels tribunals dels EUA i les polítiques federals per promoure el multiculturalisme van confluir amb les pressions de grups pels drets civils durant les mateixes dues dècades.
Moltes empreses d'aquella època van veure la formació en diversitat com una eina per prevenir denúncies de racisme i publicitat negativa. Elliott plantejava que si no se'ls acudia cap altra raó per desfer-se del racisme, podien enfocar-ho com una manera d'estalviar diners. La formació en diversitat tal com la planteja Elliott s'ha emprat a fora dels EUA. Quan el parlament del Regne Unit va aprovar la Race Relations Amendment Act 2000 (que ampliava la protecció a les persones racialitzades) van llistar 100 empreses de formació en diversitat. Segons una enquesta del Chartered Institute of Personnel and Development, el 70% d'aquestes empreses tenien polítiques de diversitat en les quals la formació en diversitat tenia un rol important. Molts d'aquests cursos segueixen el model d'Elliott perquè es comprenguin els conceptes que hi ensenyen.

## Estudis acadèmics sobre l'exercici dels ulls blaus i marrons
Els estudis acadèmics sobre l'exercici d'Elliott mostren uns resultats modestos en reduir els prejudicis a llarg termini, però no arriben a una conclusió sobre si els possibles danys psicològics són majors que els beneficis. Dos professors d'educació d'Anglaterra, Ivor Goodson i Pat Sikes, van considerar que l'exercici d'Elliott era immoral, i que causava danys psicològics i emocionals. També van considerar que tampoc era ètic perquè Elliott no explicava als alumnes el propòsit de l'exercici abans de posar-lo en pràctica.
Els resultats obtinguts en l'educació en diversitat dirigida a adults són moderats. Els resultats d'un estudi de 1990 de la Universitat Estatal de Utah indiquen que gairebé tots els participants van considerar que l'experiència els havia resultat significativa. Malgrat que l'evidència estadística sobre l'efectivitat de l'activitat en reduir els prejudicis és moderada, la majoria dels participants, inclosa la persona que va dirigir l'activitat, van experimentar estrès durant l'exercici.
Un altre estudi realitzat per Tracie Stewart a la Universitat de Georgia, va evidenciar més actituds positives dels estudiants universitaris cap a les persones estatunidenques amb orígens asiàtics o llatinoamericans, però una diferència marginal d'actituds positives cap a les persones estatunidenques amb orígens africans. En alguns cursos, els participants es van sentir frustrats per la seva incapacitat de canviar, i van sentir major ràbia cap als col·lectius que se suposava que haurien de sentir-se més sensibles. L'exercici també va causar ansietat en algunes persones, ja que van experimentar hipersensibilitat en ofendre o de ser ofeses. No hi ha bons indicadors dels efectes a llarg termini d'aquest tipus d'activitats educatives.
La Murdoch University no va incloure l'exercici dels ulls blaus i marrons en la seva llista d'estratègies amb èxit per reduir el racisme.

## Vida personal
Elliott es va casar amb Darald Elliott (1934–2013), amb qui va tenir quatre fills. El matrimoni va durar fins a la mort de Darald el 2013. La família tenia residències a Osage, Iowa i Sun City (California).

## Premis i reconeixements
El periodista Peter Jennings va nomenar Elliott com a «persona de la setmana» al noticiari d'ABC el 24 d'abril de 1992. Elliott forma part de la llista de 30 educadores destacades que va elaborar McGraw-Hill, juntament amb Confuci, Plató, Booker T. Washington i Maria Montessori. El novembre 2016, la BBC va incloure Elliott a la sèrie 100 Women BBC. El 24 de maig de 2019, la Universitat Estatal de Califòrnia va condecorar Elliott amb el títol honorífic doctor honoris causa.